# Rückfahrsystem

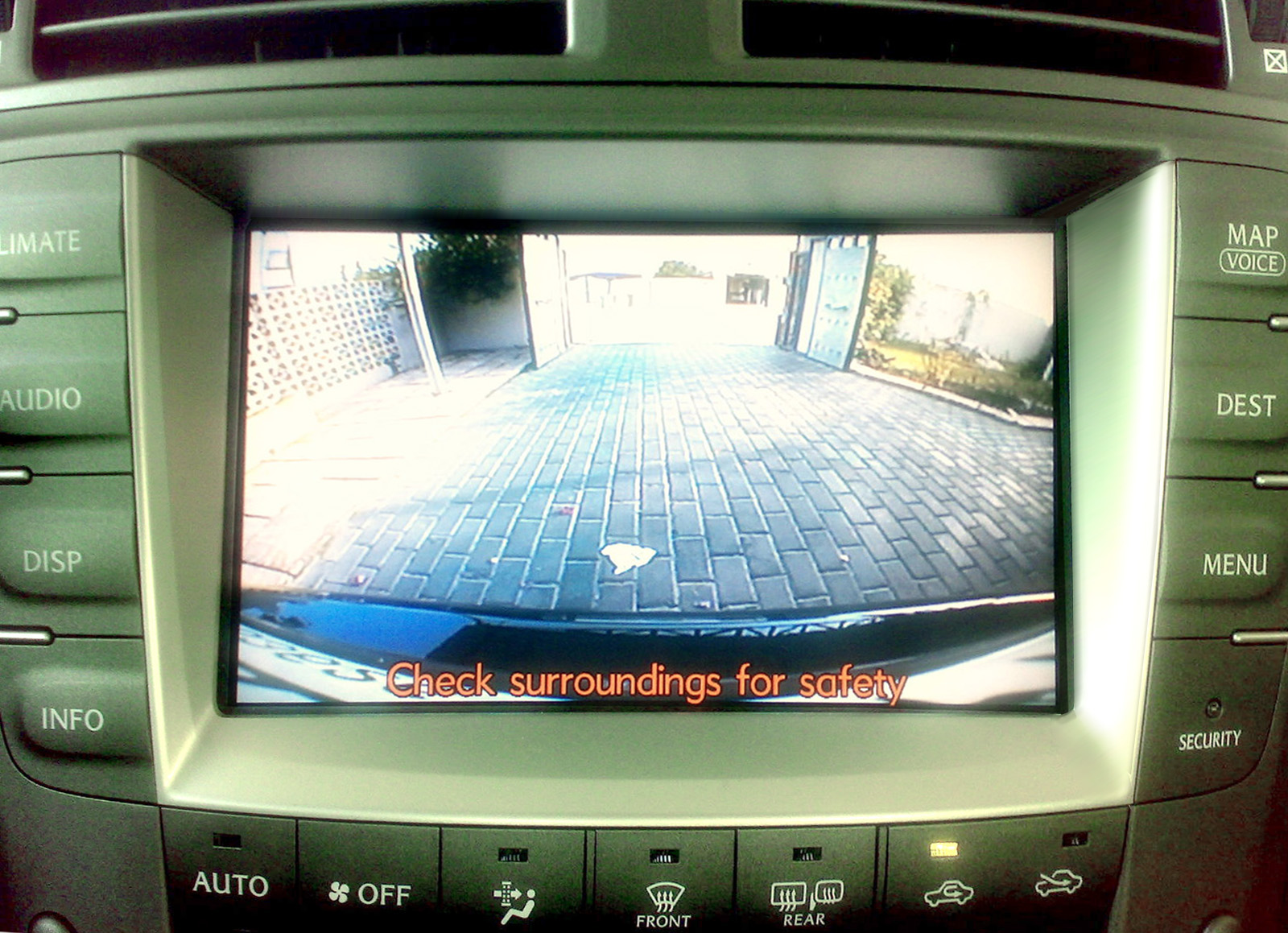
Rückblick-Monitor eines Rückfahrsystems

Ein Rückfahrsystem dient dazu, den Fahrer eines Straßenfahrzeuges beim Rückwärtsfahren zu unterstützen, insbesondere als Einparkhilfe. Diese Systeme werden in vielen PKW, aber auch in LKW und anderen Nutzfahrzeugen eingesetzt.
Ein Rückfahrsystem besteht im Allgemeinen aus einer Rückblick-Videokamera, einem Monitor, einem Kabelbaum sowie bei besseren Systemen einer Kontrollbox, die eine Überspannung verhindert. Manche Systeme verfügen zusätzlich über Kameras in den Außenspiegeln und an der Frontseite. Dies ermöglicht eine (durch einen Computer errechnete) 360-Grad Sicht. Die meisten Rückfahrsysteme laufen mit einer Spannung von 12 bis 24 Volt und werden in China oder Korea gefertigt.
Videorückfahrsysteme beseitigen den toten Winkel hinter einem Fahrzeug und reduzieren so das Unfallrisiko beim Rückwärtssetzen. Indem Bilder von einer Heckkamera aufgenommen und per Kabel oder Funk zu einem Monitor beim Fahrer übertragen werden, weiß er auch ohne Hilfe Dritter, ob sich jemand hinter dem Fahrzeug aufhält oder wie groß der Abstand zu einem Hindernis ist. Sachschäden und Verletzungen lassen sich so vermeiden. Videorückfahrsysteme kommen bei unterschiedlichsten Fahrzeugarten zum Einsatz. Die Palette umfasst unter anderem Reisemobile, Pkw, Busse, Lkw, Land- und Baumaschinen, Rettungs-, Feuerwehr- und Kommunalfahrzeuge sowie Flurförderzeuge.
Rückfahrsysteme erfüllen die Anforderungen der Richtlinie 2003/97/EG und des § 56 Abs. 2 Nr. 1 und 2 Straßenverkehrs-Zulassungs-Ordnung. Diese Vorschriften schreiben vor, dass seit Januar 2007 an Kraftfahrzeugen mit einem zulässigen Gesamtgewicht von über 3,5 Tonnen und Omnibussen Einrichtungen für die indirekte Sicht angebracht werden müssen, so dass der Fahrzeugführer hinten, an der Seite und unmittelbar vor dem Fahrzeug alle wesentlichen Verkehrsvorgänge beobachten kann.

## Bilder

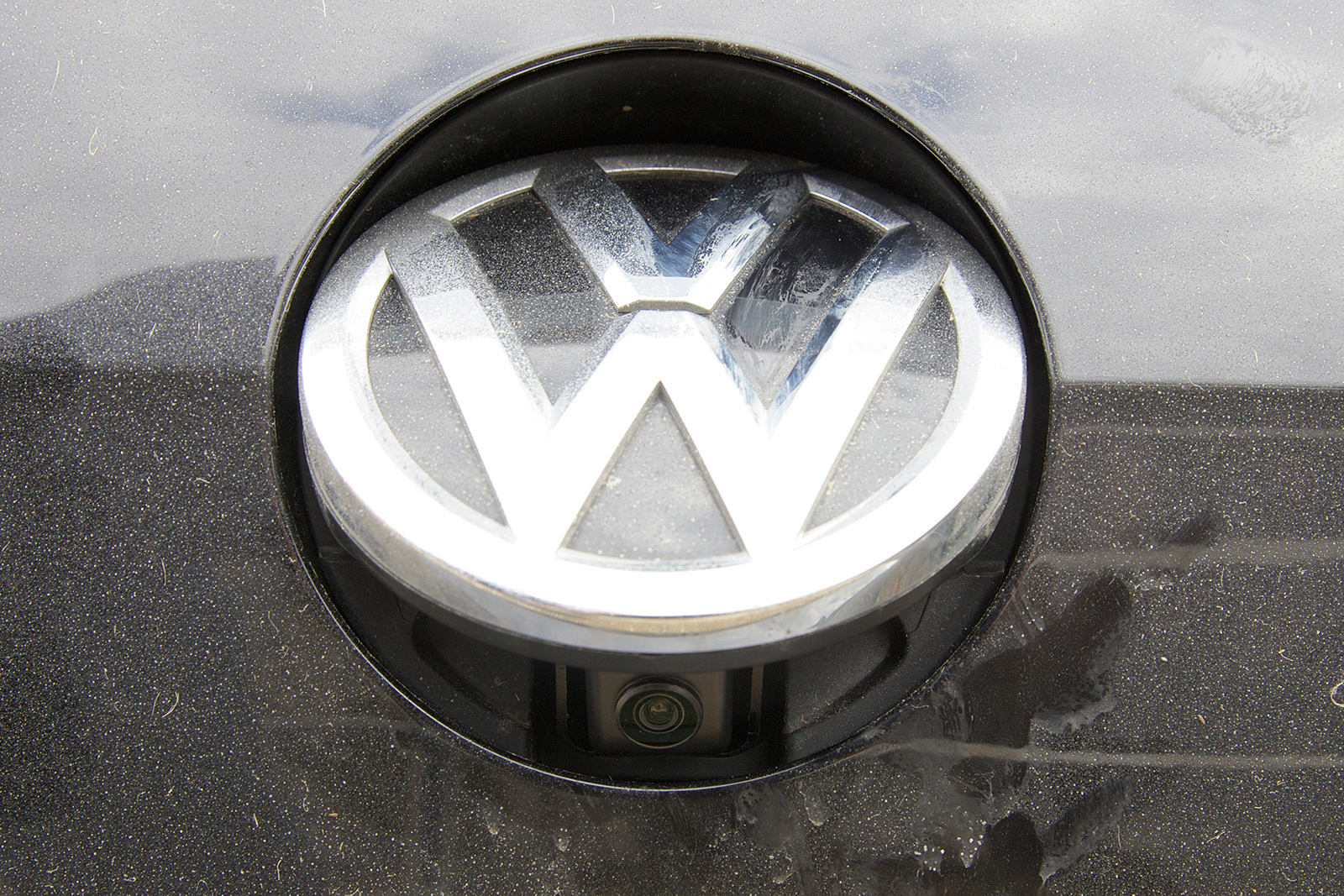
VW-Rückfahrkamera ausgefahren
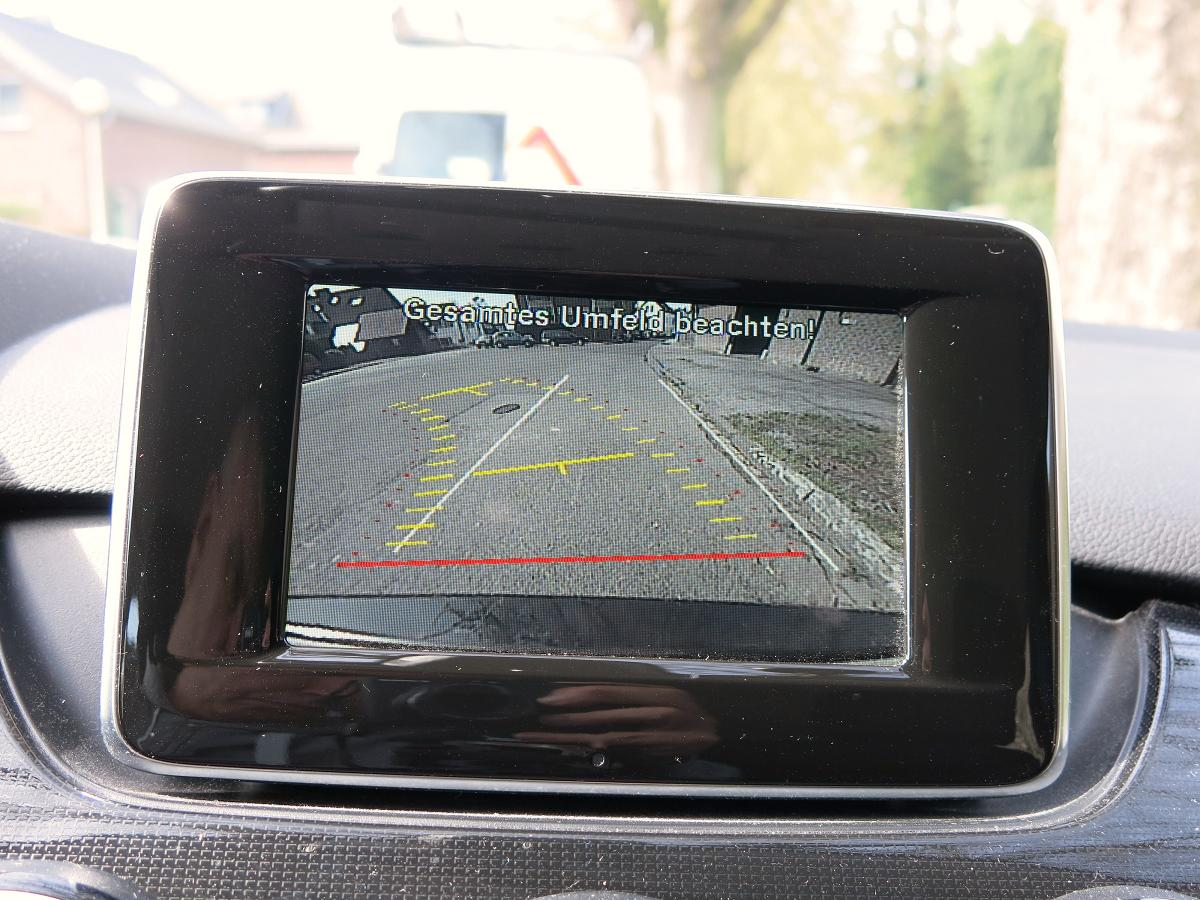
Rückfahr-Monitor (Mercedes B-Klasse W 242) mit Anzeige des tatsächlichen Lenkeinschlags
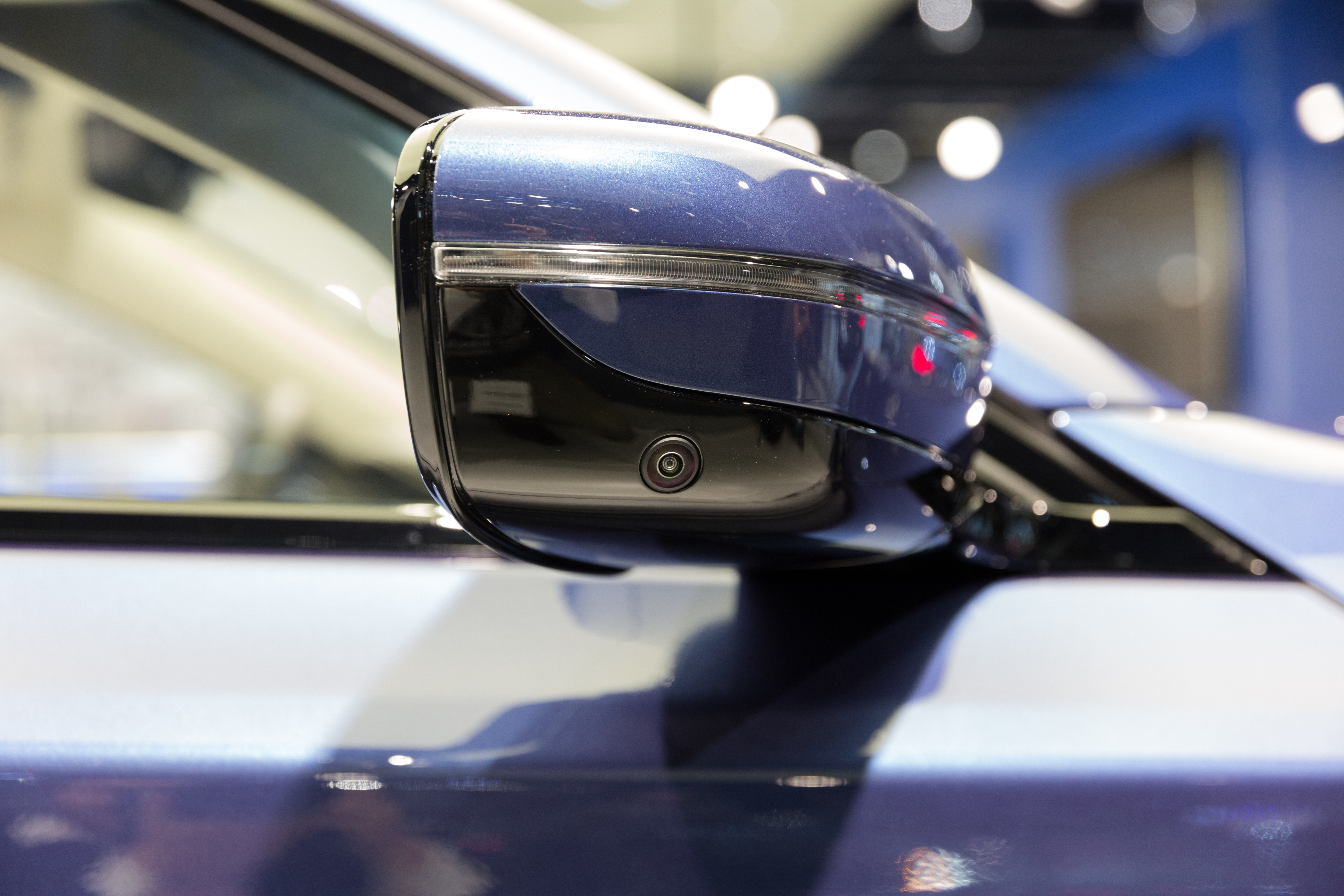
Seitlich ausgerichtete Kamera für 360°-Rundumsicht